# 週刊報道
『週刊報道』（しゅうかんほうどう）は、2015年4月4日から、毎週土・日曜 21:00 - 21:54に生放送されたBS-TBSの報道番組である。

## 概要
同番組は2014年度まで放送された2時間ワイドの『週刊BS-TBS報道部』をリニューアルし、2012年度までの『NEWS21 サタデースコープ』、『NEWS21 サンデースコープ経済版』と同じ要領で、経済ニュース番組『Bizストリート』（ビズストリート）と報道ドキュメンタリー番組『LIFE』（ライフ）の2つのジャンルに分けて、展開するというもの。特に前者は2015年3月に終了した『グローバルナビフロント』からも経済情報番組の役割と一部のスポンサーを引き継いだ。両番組ともTBSテレビとの共同制作となっている。

## 週刊報道 Bizストリート
土曜日の番組で、経済情報に特化して展開する。TBSニュースバードでも日曜 14:00（※再放送は日曜深夜 24:00（月曜午前 0:00））から放送する。
経済情報番組ではあるものの、その日に大きなニュースがあった場合は、番組冒頭で、短いながらもそのニュースが伝えられることもある。

### コーナー
- Cover Story　この1週間の旬の経済情報をまとめて伝える
- Leaders　経営者インタビュー。革新的な経営に取り組む企業家の取り組みを聞く。
- Trend Capture　最新の流行となっているモノ・スポットなどを紹介
- マーケット・アナリシス　来週の経済・金融の動向を予想する。

### キャスター
- 播摩卓士（TBSテレビ報道局） (2015年4月 - )
- 古谷有美（TBSテレビアナウンサー） (2017年4月 - )

### 過去のキャスター
- 皆藤愛子（タレント） (2015年4月 - 2017年3月)

## 週刊報道 LIFE
日曜日の番組。「次の世代へ」をコンセプトに、今の政治、経済、社会、国際情勢、スポーツなど、毎回一つのテーマにこだわって取材をし、人間の顔が見える報道情報番組を目指す。
テーマ曲である「History of the Future」とオープニングのCGは「週刊BS-TBS報道部」のものをほぼ そのまま引き継いでいる。また使用するスタジオがNスタジオの『Nスタ ニューズアイ』→『Nスタ』で使用しているセットからの放送となった。
なお、『Bizストリート』と異なり、TBSニュースバードでの時差及び再放送は行われない。

### キャスター
- 松原耕二（TBSテレビ報道局） (2015年4月 - )
- 出水麻衣（TBSテレビアナウンサー） (2015年4月 - )

### 解説
- 堤伸輔 (「フォーサイト」元編集長) (2015年4月 - )

### ナレーション
- 広瀬未来